# Горбунов, Александр Павлович
Александр Павлович Горбунов (род. 21 октября 1959, Пятигорск, Ставропольский край) — российский учёный и управленец, доктор экономических наук, профессор, ректор Пятигорского государственного университета (2005—н. в.).

## Биография
Родился 21 октября 1959 года в Пятигорске, Ставропольский край. Обучался в пятигорской средней школе № 1 имени М. Ю. Лермонтова, в 1975—1976 годах являлся секретарём школьного комитета ВЛКСМ, в 1976 году окончил школу с отличием.
В 1976—1981 году обучался на факультете английского языка Пятигорского государственного педагогического института иностранных языков (ПГПИИЯ), получил специальность «Английский и немецкий язык». В 1978—1982 годах являлся секретарём факультетского комитета ВЛКСМ. В 1979—1981 годах являлся ленинским стипендиатом.
В 1982—1984 годах проходил срочную службу в Вооружённых силах СССР, служил в Дальневосточном военном округе, занимал должности рядового и сержантского состава, прошёл курсы офицеров запаса.
В 1987 году окончил аспирантуру при кафедре истории ПГПИИЯ. В 1989 году под руководством профессора С. А. Чекменёва защитил диссертацию в диссертационном совете при Ростовском государственном университете и получил учёную степень кандидата исторических наук.
В 1984—1992 годах преподавал в ПГПИИЯ, позднее преобразованном в Пятигорский государственный лингвистический университет (ПГЛУ) и Пятигорский государственный университет (ПГУ). Являлся ассистентом, старшим преподавателем, с 1994 года — доцентом кафедры отечественной и зарубежной истории, с 2003 года — профессором кафедры управления, политологии, и социологии. В 1990—1991 годах возглавлял партийный комитет ПГПИИЯ.
В 1992—1995 годах являлся деканом факультета иностранных учащихся ПГПИИЯ, в 1995—1998 и 2000—2001 годах — деканом переводческого факультета. В 1996—1999 годах являлся заместителем заведующего кафедрой экономических дисциплин по организации преподавания дисциплин управления.
В 2001—2005 годах являлся проректором по научной работе ПГЛУ, председателем Редакционно-издательского совета университета и главным редактором журнала «Вестник ПГЛУ». В 2005 году единогласно избран ректором ПГЛУ (позднее ПГУ), в 2010, 2015 и 2020 годах — переизбран.
В 2014 году защитил диссертацию «Системная динамика высшей школы как базовый фактор инновационной трансформации российской экономики» в диссертационном совете при Северо-Осетинском государственном университете и получил учёную степень доктора экономических наук.

## Научная деятельность
Сфера научных интересов — теория управления, теория организации, системные общественно-экономические преобразования, формирование модели общества будущего, российская и зарубежная история, экономическая теория, исследования проблем высшей школы, вузовский менеджмент, системная динамика высшей школы, инновационная экономика, экономика новизны знаний, инновационный менеджмент.
Является соавтором более 340 научных и методических работ. Индекс Хирша по РИНЦ — 15, по ядру РИНЦ — 3.
По данным «Диссернета», является автором двух псевдонаучных публикаций, опубликованных в «Вестнике ПГУ»:
- «Сверхнеобходимость скорейшего сверхперехода к сверхвсеинтегрированности (сверхвсесущностности, сверхвсесоциальностности) в способе мышления, мировоззрения — и тем самым к сверхвседисциплинарности и сверхвсеметодологичности, к сверхвсеконвергентности в науке и в подготовке кадров»;
- «Сверх(транс)сущность труда и эволюция создаваемых им типов ценности, стоимости: от наёмного труда и финансового капитала — к преобразовательному самодеятельному сверхтруду и сверхкапиталу».

Среди других работ Горбунова:
- «Сверхтеория и сверхметодология всесоотнесенности как сверхпереворот в мышлении: от разъединенного и раздробленного восприятия мира, мироустройства к овладению его всецелостностью»[8][9];
- «Социально-преобразовательная сверхальтернатива (сверхперспектива) для России и всего человечества как успешный сверхвыход из глубинного и глобального сверхкризиса»[8][9][10];
- «Как управлять миром, позитивно преобразовывая его: креационно-эволюционная транспарадигматика и транспараметрика, трансконсоциотика и транссинергетика единосмыслового мироустройства»[8][10].

В 2019 году работы Горбунова привлекли внимание СМИ, но это, по мнению газеты «Известия», не имело для него последствий.

## Политическая деятельность
С 2007 года состоит в партии «Единая Россия» (ЕР). Состоит в Региональном политическом совете ЕР, в 2009—2012 годах являлся заместителем секретаря совета по агитационно-пропагандистской работе.
В 2016 году избрался в VI созыв Думы Ставропольского края, являлся членом комитета по образованию, культуре, науке, молодёжной политике, средствам массовой информации и физической культуре, членом фракции ЕР и членом депутатской группы «Кавказские Минеральные Воды».
С 2012 года является председателем Совета ректоров вузов Северо-Кавказского федерального округа, с 2014 года входит в совет, правление и президиум Российского союза ректоров (РСР) и является вице-президентом РСР.
В 2022 году подписал обращение Российского союза ректоров в поддержку вторжения России на Украину. Находится под санкциями Украины и внесён в список коррупционеров и разжигателей войны от Фонда борьбы с коррупцией.
Является председателем Общественного совета Пятигорска.

## Награды и признание
- Почётный работник высшего профессионального образования (2006)[3];
- Заслуженный работник Высшей школы Российской Федерации (2011)[1];
- Орден «Серебряный Крест Заслуги» (Польша, 2013)[3];
- Медаль «За заслуги перед Ставропольским краем» (2019)[1].
- Медаль «200 лет основания курортного региона Российской Федерации Кавказские Минеральные Воды»[3];
- Медаль «За службу на Северном Кавказе»[3];
- Медаль «За мир и гуманизм на Кавказе»[3].